# Rhinolophus luctus
Rhinolophus luctus är en däggdjursart som beskrevs av Coenraad Jacob Temminck 1835. Den ingår i släktet hästskonäsor, och familjen Rhinolophidae. IUCN kategoriserar arten globalt som livskraftig.

## Underarter
Catalogue of Life listar 6 underarter:
- Rhinolophus luctus luctus Temminck, 1834
- Rhinolophus luctus foetidus K. Andersen, 1918
- Rhinolophus luctus lanosus K. Andersen, 1905
- Rhinolophus luctus morio Gray, 1842
- Rhinolophus luctus perniger Hodgson, 1843
- Rhinolophus luctus spurcus Allen, 1928

## Beskrivning
Som alla hästskonäsor har arten flera hudflikar kring näsan, delvis med ett hästskoliknande utseende. Hos denna art är hudflikarna grå. Dessa brukas för att rikta de ultraljudstoner som används för ekolokalisation. Till skillnad från andra fladdermöss som använder sig av ultraljudsnavigering produceras nämligen tonerna hos hästskonäsorna genom näsan, och inte via munnen. Pälsen är lång och nästan svart. Arten är stor, med en vikt på 29 till 37 g, en underarmslängd på 6 till nästan 7 cm, samt en kroppslängd mellan 7,5 och 9,5 cm, ej inräknat den 3,5 till 6 cm långa svansen.

## Ekologi
Arten lever i skogar, inklusive kulturskog. Under dagtid sover den ensam eller i små grupper i grottor, under klipputskott och klippskrevor, i håligheter i marken och i ihåliga träd. I Kina förekommer det också att arten söker vila i tunnlar och gamla gruvgångar. Individerna börjar flyga tidigt på kvällen, och håller sig nära marken under flykten. Födan består av insekter som bland annat skalbaggar och termiter. Det förekommer också att de håller sig stilla, hängande från exempelvis en gren, för att kasta sig ut och fånga bytet om ett lämpligt sådant flyger förbi.
Rhinolophus luctus har ingen speciell parningstid utan kan få ungar året om.

## Utbredning
Utbredningsområdet omfattar sydöstra Kina, Sydasien från Indien (spridda populationer) över Bangladesh, Nepal, Myanmar, Thailand, Laos, Vietnam och Myanmar till Indonesien (Sumatra, Java och Bali) samt Borneo.